# Ernest Esclangon
Ernest Benjamin Esclangon (Mison, 17 de março de 1876 – Eyrenville, Dordonha, 28 de janeiro de 1954) foi um astrônomo físico e matemático francês.
Esclangon estudou de 1895 a 1898 na École normale supérieure, sendo depois astrônomo no Observatório de Bordeaux, e obteve um doutorado em 1904 em Paris, com a tese Les fonctions quasi-périodiques. Em 1918 foi diretor do Observatório de Estrasburgo e em 1919 professor de astronomia da Universidade de Estrasburgo. A partir de 1929 foi diretor do Observatório de Paris e do Bureau international de l'heure. Além disso foi a partir de 1932 membro do Bureau des Longitudes. Aposentou-se em 1944.
Como matemático foi um pioneiro no trabalho com funções quasi-periódicas (independentemente de unabhängig von Piers Bohl), mais tarde completamente manipuladas por Harald Bohr. Na Primeira Guerra Mundial trabalhou com balística e encontrou um método de localização de tirou mediante acústica. Como astrônomo melhorou a luneta meridiana.
Recebeu o Prêmio Jules Janssen de 1935, em 1939 foi eleito membro da Académie des Sciences. O asteroide 1509 Esclangona é denominado em sua memória, assim como a cratera lunar Esclangon e uma estrada em Paris.